# Metaxymorpha meeki
Metaxymorpha meeki es una especie de escarabajo del género Metaxymorpha, familia Buprestidae. Fue descrita científicamente por Thery en 1923.